# Banque de gènes de la pomme de terre
Une banque de gènes de la pomme de terre (Solanum tuberosum) est une banque de gènes destinée à la conservation ex situ des ressources génétiques de la pomme de terre cultivée et des espèces sauvages du genre Solanum apparentées. Les pommes de terre peuvent être conservées sous différentes formes : il peut s'agir de graines, forme la plus facile à conserver dans la durée et la plus sûre à l'égard de la préservation contre les maladies, soit de formes végétatives, tubercules ou plantules élevées in vitro, dont la conservation est plus coûteuse car elles nécessitent une remise en culture rapprochée, mais qui permettent de conserver à l'identique (clonage) le génotype des diverses variétés.
Les ressources génétiques de la pomme de terre comprennent plusieurs groupes qui constituent ensemble le pool génique de la pomme de terre, à savoir :
- les espèces sauvages apparentées à Solanum tuberosum, soit un groupe d'environ 200 espèces tubéreuses rattachées à la section Petota et trois espèces non-tubéreuses rattachées à la section Etuberosum ;
- les cultivars indigènes cultivés traditionnellement en Amérique du Sud dans les régions andines et au Chili, qui sont rattachés à sept espèces cultivées et principalement à Solanum tuberosum supsp. andigenum ;
- et enfin les cultivars modernes de Solanum tuberosum subsp. tuberosum qui sont cultivés dans le monde entier.

Les principales banques de gènes de la pomme de terre se trouvent en Amérique du Sud, notamment au Centre international de la pomme de terre (CIP) qui se trouve au Pérou, dans le centre de diversité de la pomme de terre, en Europe, en Amérique du Nord et en Asie (Chine, Inde, Japon).
Il existe une trentaine de banques de gènes de la pomme de terre dans le monde. Les 23 principales conservent un total de 59 000 accessions dont environ 18 000 pour les espèces sauvages, 17 000 pour les cultivars indigènes d'Amérique latine et 11 000 pour les cultivars modernes. Le reste, environ 13 000 accessions, est constitué de matériel de recherche (hybrides interspécifiques, lignées modifiées, etc.).

## Principales banques de gènes de la pomme de terre

### Amérique latine
- Argentine : Banco de Germoplasma de Papa de Balcarce (Instituto Nacional de Tecnología Agropecuaria - INTA) à Balcarce[2]

- Bolivie : Collection de pommes de terre du Proyecto de Investigation de la Papa (PROINPA)[3]

- Chili : Collection de pommes de terre du Chili (Facultad de Ciencias Agrarias, université australe du Chili) à Valdivia[4]

- Colombie : Colección central colombiana de papa, collection de pommes de terre de la Corporación Colombiana de Investigación Agropecuaria (Corpoica)[5]

- Pérou : Collection de pommes de terre du Centre international de la pomme de terre (CIP) à Lima[6]

- Pérou : Collection de pommes de terre de l'Universidad Nacional de San Antonio Abad à Cuzco[7]

### Europe
- Allemagne : Groß Lüsewitzer Kartoffel - Sortimente des IPK (GLKS)[8]

- Pays-Bas : Dutch-German Potato Collection[9]

- Royaume-Uni : Commonwealth Potato Collection (CPC) à Invergowrie (Écosse) (James Hutton Institute)[10]

- Russie : Collection de pommes de terre de l'institut Vavilov (VIR) à Saint-Pétersbourg[11]

### Amérique du Nord
- Canada : Banque de gènes de pomme de terre du Canada (Fredericton)[12]
- États-Unis : United States potato genebank (NRSP-6)[13]